# Melchior von Hugo
Melchior von Hugo (geboren 23. März 1872 in Usingen; gestorben 1. Dezember 1939 in Hannover) war ein deutscher Offizier, Maler und Bildhauer.

## Leben und Wirken
Melchior von Hugo wurde geboren als Sohn des Gutsbesitzers Cuno von Hugo (* 10. September 1837) und Marie von der Decken (* 10. Mai 1851) im nassauischen Usingen, wo der Vater Amtmann war. Die Familie zog 1878 nach Uchte (Niedersachsen) und Melchior besuchte die Schule in Celle und Hannover. 1889 trat er in die Königlich-Sächsische Kadettenanstalt in Dresden ein, um Offizier zu werden.
Nach zehn Jahren nahm Melchior von Hugo 1899 als Oberleutnant seinen Abschied vom Militär, um sich der Malerei und Bildhauerei zuzuwenden. Zu diesem Zweck hielt er sich zunächst in Paris, dann in München auf. In Paris besuchte er die Académie Julian und war dann Schüler von Eugène Carrière. In München verkehrte er vor allem mit Schriftstellern, u. a. Frank Wedekind, Eduard von Keyserling, Max Dauthendey und Kurt Martens. Ab Oktober 1900 war er als Malereischüler an der Münchner Kunstakademie eingeschrieben. 1902 verlegte er seinen Wohnsitz nach Stuttgart und wurde Student an der Stuttgarter Kunstakademie bei Leopold von Kalckreuth und Adolf Hölzel. Als Assistent von Theodor Fischer entwarf Melchior von Hugo große Teile des Bauschmuckes für den Neubau der Pfarrkirche in Gaggstatt, die 1904/05 nach Fischers Plänen errichtet wurde. Neben anderen Hölzel-Schülern war von Hugo 1907 an der Ausschmückung der von Fischer entworfenen „Ton- und Turnhalle“ für die Pfullinger Vereine (Pfullinger Hallen) beteiligt. Beim Bau des ebenfalls von Fischer geplanten Kunstgebäudes am Stuttgarter Schlossplatz steuerte Melchior von Hugo Reliefs für die Fassade bei. Beim Neubau der Hoftheater durch Max Littmann schuf Hugo eine der monumentalen Figuren über dem Säulenportikus des Großen Hauses. 1913 wurde ihm vom Fürsten von Schaumburg-Lippe der Professorentitel verliehen. Am Ersten Weltkrieg nahm von Hugo als württembergischer Offizier (ab 1917 Hauptmann) teil. Ab 1916 war er vor allem mit Wohlfahrtspflege und Begräbniswesen beschäftigt, zuletzt als Referent des Generalquartiermeisters an der Westfront. Im November 1918 kehrte er nach Stuttgart zurück.
Anfang der 1920er Jahre zog von Hugo mit seiner Familie nach Niedersachsen und arbeitete dort an verschiedenen Kriegerdenkmälern. Seine Spur als Künstler verliert sich am Ende des Jahrzehnts. Da er und seine Frau aus vermögenden Verhältnissen stammten, war die künstlerische Arbeit für Melchior von Hugo nie Broterwerb.
Melchior von Hugo verstarb am 1. Dezember 1939 in Hannover, seine Frau am 7. April 1940. Beide wurden im Familienbegräbnis auf dem Friedhof von St. Martin in Seelze beigesetzt.

## Familie
Melchior von Hugo heiratete 1904 Marie Amalia Caroline von Frese (* 7. Mai 1879; † 7. April 1940), Tochter des Landschaftsrats August Mauritz Victor von Frese (1850–1920) und der Franziska Freiin von Opteda zu Loppersum (1850–1905). Von den beiden Töchtern aus der Ehe starb die jüngere 1907 im Säuglingsalter. Die ältere Tochter Anna (1905–1984) lebte als Stiftsdame in Kloster Isenhagen. 

## Werke (Auswahl)

### Skulptur/Plastik
- Bildnisbüste Jüngling, Marmor, bez. „19 HM 03“ (1903)
- Gaggstatter Kruzifix, Terracotta; H 49 cm, B 32 cm; Sandelsches Museum Kirchberg an der Jagst (1905)
- Statuette Widder, Bronze, bez. „Hugo“, H 18 cm, L 22 cm (um 1905)
- Bildnisbüste Gerd von Hermann, Bronze, H 54,5 cm (1908/09)
- Plakette mit Reliefportrait König Wilhelms II. von Württemberg; Galvano, vergoldet; H 245 mm, B 178 mm; WMF, Geislingen (1909)[5]
- Plakette auf die Silberhochzeit von König Wilhelm II von Württemberg und Königin Charlotte am 8. April 1911; Bronze; H 90 mm, B 65 mm; WMF, Geislingen (1911)[6]
- Bildnisbüste Karl von Ostertag-Siegle (1861–1924), Stuttgarter Farbenfabrikant
- Zwei Puttenstatuen vor dem Marmorsaal im Stuttgarter Weißenburgpark (1913)
- Reliefs für Fassade und Säulengang des Stuttgarter Kunstgebäudes am Schlossplatz (1913)
- Kriegerdenkmal auf dem Friedhof der Martinskirche in Seelze (1921)
- Kriegerdenkmal an der St. Elisabethkirche in Langenhagen (1922)
- Hindenburgdenkmal in Herchen (1924/27; 1945 zerstört)
- keramische Bauplastik sowie zwei Figurengruppen am Eingang des Westflügels vom Friederikenstift in Hannover[7]
- Keramische Bauplastik am Lutherhaus in Hannover: Statuen „Glaube“ und „Liebe“ über dem Hauptportal, Bildnismedaillons von Gerhard Uhlhorn, Adolf Stöcker, Martin Luther, Johann Hinrich Wichern und Friedrich von Bodelschwingh in der Hauptfassade (1925)

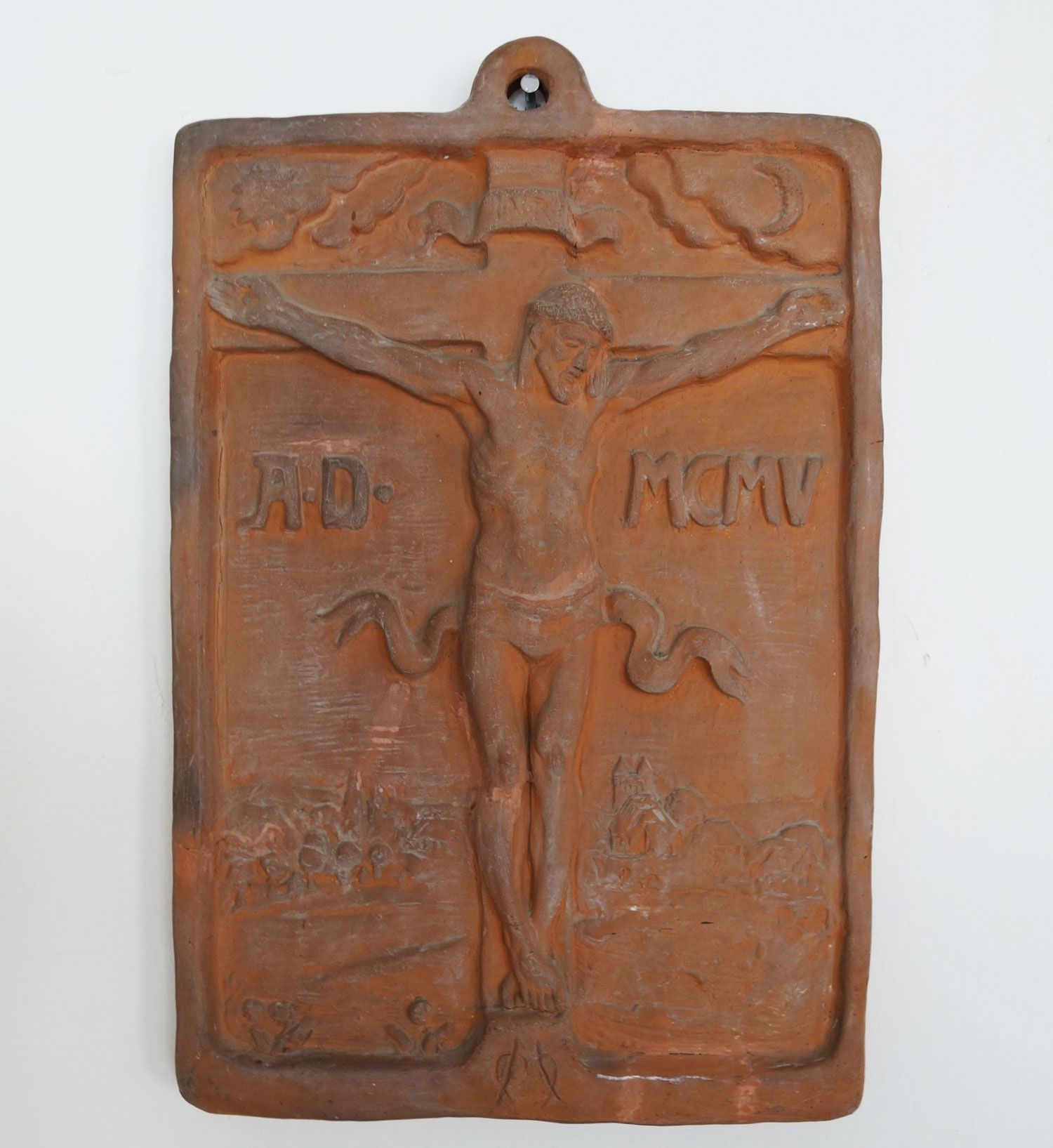
Gaggstatter Kruzifix
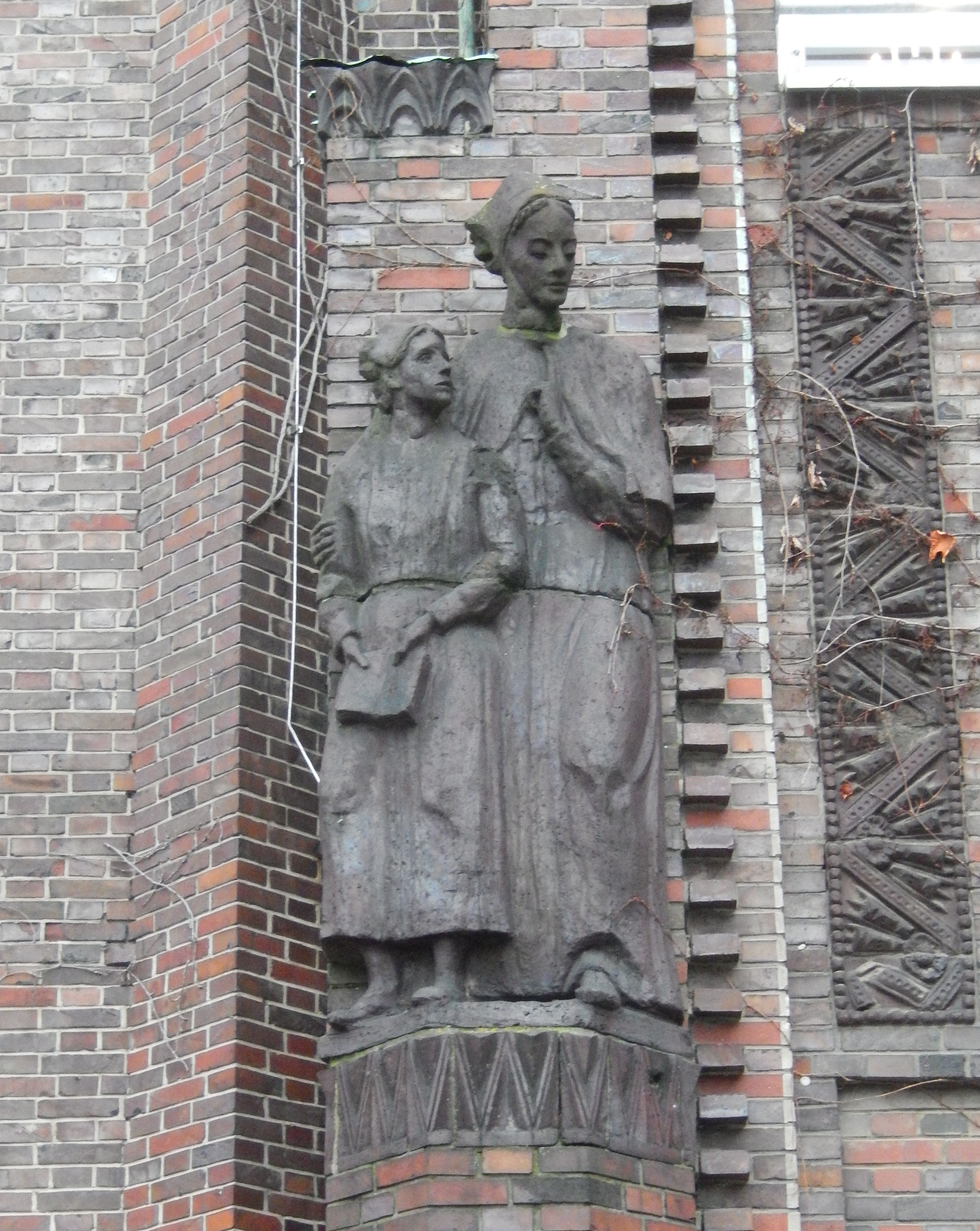
Friederikenstift Hannover, Figuren links
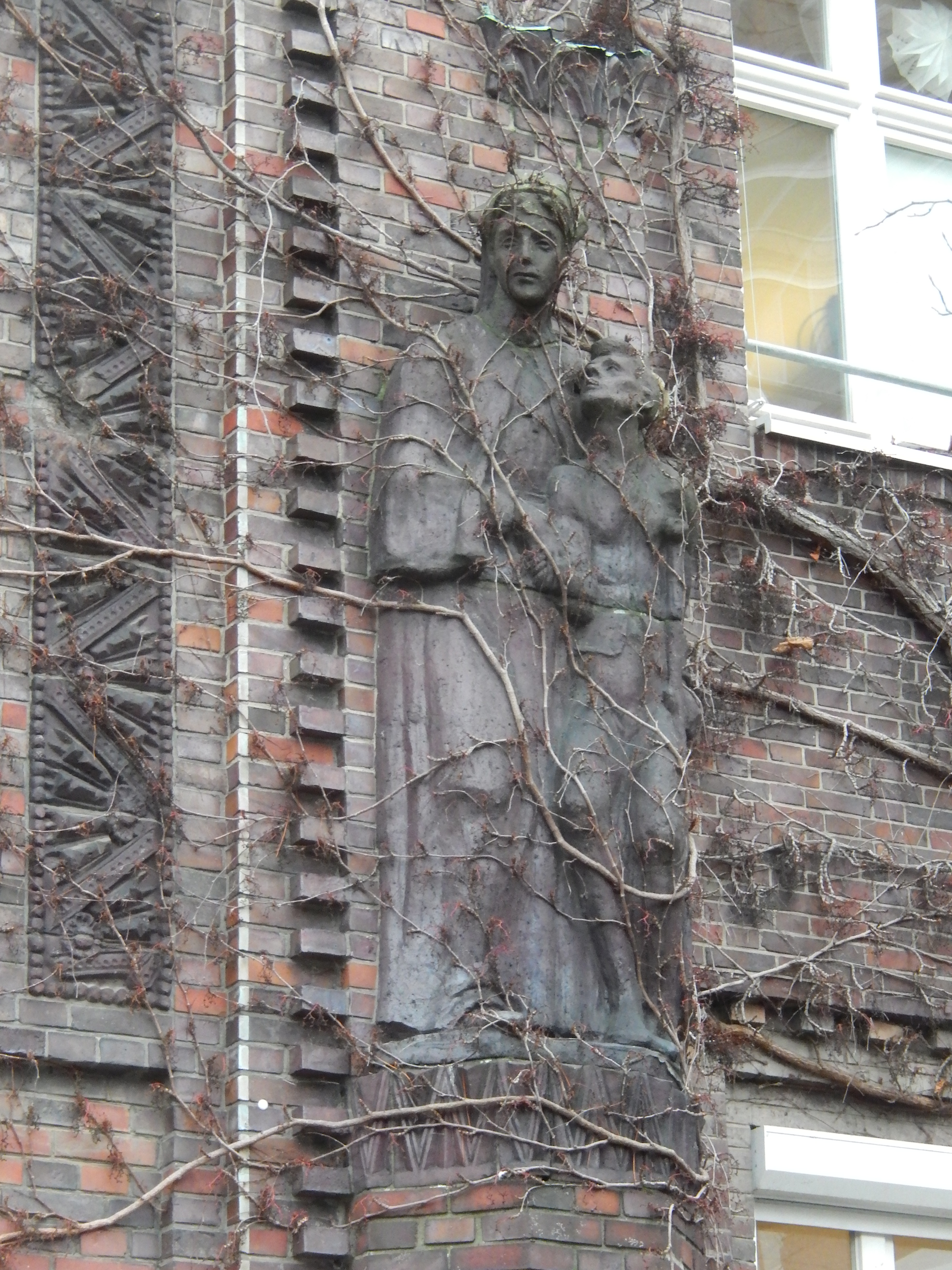
Friederikenstift Hannover, Figuren rechts

### Gemälde/Grafik
- Moordorf, Öl/Karton; H 36,5 cm, B 48 cm; bez. u. re. „MH 1903“ (1903)
- Apotheose der Musik, Wandbild Pfullinger Hallen, Festsaal, Nordwand (1907)
- Das Volkslied, Radierung H 13,2 cm, 9,3 cm (um 1920)
- Blumenstillleben, Öl/Karton. H 32 cm, B 28,5 cm (siebeneckig), bez. o. re. „MH 34“ (1934)

## Archivalische Quellen
- Landesarchiv Baden-Württemberg, Abt. Hauptstaatsarchiv Stuttgart, E 157/1 Bü 537 (Hugo, von Aufnahme des Bildhauers Prof. Melchior von Hugo in die württembergische Staatsangehörigkeit und Anerkennung seines erblichen Adelsstandes) in der Deutschen Digitalen Bibliothek, Zugriff vom 1. September 2015